# Deropeltis princisi
Deropeltis princisi es una especie de cucaracha del género Deropeltis, familia Blattidae.

## Distribución
Esta especie se encuentra en Tanzania.